# Département d'Inganne
1797–1801
Entités précédentes :
- Colonie de Saint-Domingue

Entités suivantes :
- Haïti (Département d'Ozama)

Le département d'Inganne est un ancien département français situé dans la colonie de Saint-Domingue, qui a existé de 1797 à 1801. Son chef lieu était Saint-Domingue.

## Histoire
Le département de l'Inganne est créé par la loi du 4 brumaire an VI (25 octobre 1797), contenant la division du territoire des colonies occidentales, qui divise l'île de Saint-Domingue en cinq départements.
Il couvre la partie sud-est de l'île, actuellement située en République dominicaine.
Le département est maintenu bien que non cité par la Constitution du 22 frimaire an VIII (13 décembre 1799) qui établit le Consulat.
Par la loi du 24 messidor an IX (13 juillet 1801) portant division du territoire de la colonie française de Saint-Domingue émanant de l'Assemblée Centrale de Saint-Domingue réunit par Toussaint Louverture, l'île était divisée en six départements. Le département de l'Inganne est supprimé et remplacé par le département de l'Ozama qui correspondait à peu près au même territoire.

## Territoire
Le département est formé de quartiers de l'ancienne partie espagnole de Saint-Domingue : quartier de Santo Domingo, quartier d'El Seibo et la partie est du quartier d'Azua.
Il était délimité comme suit : « de la pointe Isabellique au cap Samana, de la pointe du cap Samana à l'embouchure de la rivière Cotui, prolongeant la rivière Serico jusqu'à sa source,  côtoyant les montagnes Désertes jusqu'au grand chemin de Santo-Domingo à Saint-Thomé».

## Subdivisions

### Subdivisions administratives
Le département de l'Inganne est  divisé en dix cantons, à savoir : « Santo-Domingo, Monte-Plata, Zeibo, Higuey, Baya-Guana, Baya, île Sainte-Catherine, San-Lorenzo, Illegnos, île la Saone ».

### Subdivisions judiciaires
Le tribunal civil du département siégeait à Santo-Domingo.
Les deux tribunaux correctionnels établis dans le département siégeaient à Santo-Domingo et à Zeibo.
Leurs ressorts respectifs étaient les suivants :
- Le tribunal correctionnel de Santo-Domingo comprenait les cantons de Santo-Domingo, Illegnos, San-Lorenzo, l'île la Saône, l'île Sainte-Catherine, le Rosario, et les diverses peuplades ou habitations, hattes ou corails de ses dépendances.
- Le tribunal correctionnel de Zeibo comprenait les cantons de Zeibo, Monte-Plata, Baya-Guyana, Baya, Higuey, et les diverses peuplades ou habitations, hattes ou corails de ses dépendances.